# Héctor Assan
Héctor Omar Assan Gonzáles (Buenos Aires, 23 de febrero de 1954) es un exfutbolista argentino que hizo carrera en Argentina, Ecuador, Perú, Uruguay y Bolivia. Jugó sus mejores años en Nueva Chicago.

## Trayectoria
Assan llegó a Perú en 1975. Dos años antes había debutado profesionalmente en Nueva Chicago y de ahí tuvo un paso corto por el Aucas de Ecuador, donde ahí fue adquirido por Sport Boys. 
Assan ha sido uno de los destacados futbolistas extranjeros que jugaron en Coronel Bolognesi. Con la camiseta alba marcó 15 goles en los torneos nacionales y 2 en amistosos.
También vistió las camisetas de Defensor Lima en el Torneo de 1976, Fenix de Uruguay en el Torneo de 1979 y se retiró finalmente en el Defensa y Justicia de su país natal en el Torneo de 1985, a los 34 años de edad.

## Clubes
| Club               | País      | Año       |
| ------------------ | --------- | --------- |
| Nueva Chicago      | Argentina | 1973-1974 |
| SD Aucas           | Ecuador   | 1975      |
| Sport Boys         | Perú      | 1975      |
| Defensor Lima      | Perú      | 1976      |
| Coronel Bolognesi  | Perú      | 1977-1978 |
| Fénix              | Uruguay   | 1979-1980 |
| Nueva Chicago      | Argentina | 1981-1982 |
| Chacarita Juniors  | Argentina | 1983      |
| Altos Hornos Zapla | Argentina | 1984      |
| The Strongest      | Bolivia   | 1984      |
| Defensa y Justicia | Argentina | 1985      |

## Palmarés

### Campeonatos nacionales
| Título             | Club          | País      | Año  |
| ------------------ | ------------- | --------- | ---- |
| Primera División B | Nueva Chicago | Argentina | 1981 |